# Mestna avtobusna linija št. 26 (Ljubljana)
Mestna avtobusna linija številka 26 MALI LIPOGLAV – ZD Polje – TUJI GRM je ena izmed 33 avtobusnih linij javnega mestnega prometa v Ljubljani. Poteka na jugovzhodnem mestnem obrobju in ima značaj prestopne linije. Medsebojno povezuje Mali Lipoglav, Pance, Sadinjo vas, Podlipoglav ter Besnico, Trebeljevo, Volavlje in Tuji Grm s Sostrim, Vevčami in Poljem.
Prvi del linije na odseku od Sostra do Malega Lipoglava poteka skozi gozd ob potoku Reka po ovinkasti cesti, vzpenjajoči se v hrib. Končno postajališče je tako 240 metrov višje od izhodišča v Polju. Drugi del linije na posameznih odsekih od Sostra do Tujega Grma poteka skozi gozd ob potoku Besnica po ovinkasti, mestoma makadamski cesti, vzpenjajoči se v hrib. Končno postajališče je tako 410 metrov višje od izhodišča v Polju. Celotna linija je dolga 38,1 kilometrov.

## Zgodovina
Linija 26 je bila uvedena 1. septembra 2016 s spojitvijo nekdanjih mestnih avtobusnih linij št. 28 (Kajuhova – Mali Lipoglav) in 29 (Kajuhova – Tuji Grm). Na pozno popoldanskih in večernih odhodih so uvedli Prevoz na klic; odhodi so bili tako zagotovljeni le v primeru predhodne najave (vsaj 120 minut pred odhodom). 28. novembra 2016 so popoldanski in večerni odhodi postali redni odhodi, zato potnikom ni bilo več treba uporabljati Prevoza na klic. 3. septembra 2018 je bil deloma spremenjen potek trase linije; avtobusi ne vozijo več mimo naselja Dobrunje, pač pa skozi Vevče do novozgrajenega krožišča na Zaloški cesti, Cesti 30. avgusta in Kašeljski cesti. Tako je potnikom omogočena navezava tudi na avtobusne linije št. 11, 13 in 24 ter neposredni dostop do Zdravstvenega doma Polje. Za pozno popoldanske in večerne odhode je ponovno uvedena storitev Prevoza na klic.

## Trasa
- smer MALI LIPOGLAV – ZD Polje – TUJI GRM: Mali Lipoglav - Pance - Selo pri Pancah - Podlipoglav - Sadinja vas - Cesta II. grupe odredov - Cesta 13. julija - Litijska cesta - Pot heroja Trtnika - Vevška cesta - Cesta 30. avgusta - Vevška cesta - Pot heroja Trtnika - Litijska cesta - Cesta 13. julija - Cesta II. grupe odredov - Sostrska cesta - Litijska cesta - cesta 645 - Srednja Besnica - cesta 645 - Zgornja Besnica - cesta 645 - Veliko Trebeljevo - Malo Trebeljevo - cesta 645 - Prežganje - Volavlje - Tuji Grm.
- smer TUJI GRM – ZD Polje – MALI LIPOGLAV: Tuji Grm - Volavlje - Prežganje - cesta 645 - Malo Trebeljevo - Veliko Trebeljevo - cesta 645 - Zgornja Besnica - cesta 645 - Srednja Besnica - cesta 645 - Litijska cesta - Sostrska cesta - Cesta II. grupe odredov - Cesta 13. julija - Litijska cesta - Pot heroja Trtnika - Vevška cesta - Cesta 30. avgusta - Vevška cesta - Pot heroja Trtnika - Litijska cesta - Cesta 13. julija - Cesta II. grupe odredov - Sadinja vas - Podlipoglav - Selo pri Pancah - Pance - Mali Lipoglav.

## Režim obratovanja
Linija obratuje samo ob delavnikih, tj. od ponedeljka do petka (v času poletnega voznega reda redkeje). 
Ob sobotah, nedeljah in praznikih avtobus na tej liniji ne vozi.